# Zhi Gin Lam
Zhi Gin Andreas Lam (chinois simplifié: 林志坚; chinois traditionnel: 林志堅; pinyin: Zhi Gin Andreas Lam), né le 4 juin 1991 à Hambourg, est un footballeur allemand et hongkongais qui évolue au poste de défenseur au Kitchee SC.

## Biographie
Lam naît à Hambourg, en Allemagne, son père est Lam Kam Fat (chinois traditionnel : 林金发), un chef cuisinier et propriétaire d'un restaurant à Hambourg, originaire de la Ma Tso Lung, un canton dans le district du nord de Hong Kong, qui émigre à Hambourg dans les années 1980. Sa mère est allemande. Lam a trois grandes sœurs. 

### Carrière en club
Lam commence sa formation au VfL Lohbrügge puis au SV Nettelnburg-Allermöhe. Il joue ensuite avec les équipes de jeunes d'Hamburger SV à compter de 2005. En 2010, sous les ordres de Rodolfo Cardoso, il devient un joueur actif de l'équipe réserve d'Hamburger SV, le Hamburger SV II. Lors de la saison 2011-12, après le limogeage de l'entraîneur de l'équipe première, Michael Oenning le 19 septembre 2011, Rodolf Cardoso est nommé entraîneur par intérim de l'équipe. Il titularise Lam dès son premier match à la tête du HSV contre le VfB Stuttgart le 23 septembre 2011. La décision de Cardoso de titulariser Lam s’avère être bonne : Lam est largement salué pour ses débuts, le directeur sportif d'HSV Frank Arnesen déclarant : « il a été fantastique, [il] a été totalement détendu. C'était un début de rêve ».
Le 15 septembre 2013, il marque son premier but chez les professionnels dans un match de championnat à l'extérieur contre le Borussia Dortmund. Cependant, son but ne peut pas sauver son équipe d'une lourde défaite 2-6.

### Carrière en équipe nationale
Éligible pour l'équipe nationale de Hong Kong, Lam décline une invitation en 2012, parce qu'il souhaite jouer en faveur de l'Allemagne. En 2011, Lam est sélectionné dans l'équipe d'Allemagne des moins de 20 ans, mais doit déclarer forfait en raison d'un rhume.

## Palmarès
- Championnat de Hong Kong : 2017